# جينو مايس
جينو مايس (7 فبراير 1957 ببروج في بلجيكا - ) هو لاعب كرة قدم بلجيكي في مركز الدفاع. لعب مع سيركل بروج ونادي كلوب بروج وKM Torhout ‏.

## وصلات خارجية
- جينو مايس على موقع قاعدة بيانات كرة القدم.إي يو (الإنجليزية)
- جينو مايس على موقع عالم كرة القدم.نت (الإنجليزية)